# Gibraltar National League
Gibraltar Football League – najwyższa w hierarchii klasa męskich ligowych rozgrywek piłkarskich na Gibraltarze, będąca jednocześnie najwyższym szczeblem centralnym (I poziom ligowy), utworzona w 1895 roku i od samego początku zarządzana przez Gibraltarski Związek Piłki Nożnej (GFA). Zmagania w jej ramach toczą się cyklicznie (co sezon) i przeznaczone są dla 12 najlepszych krajowych klubów piłkarskich. Jej triumfator zostaje Mistrzem Gibraltaru, zaś najsłabsze drużyny są relegowane do Gibraltar Division 2 (II ligi gibraltarskiej). Wszystkie kluby uczestniczące w rozgrywkach są drużynami amatorskimi. Każdy mecz rozgrywany jest na Victoria Stadium, jedynym stadionie piłkarskim na Gibraltarze.

## Historia
Mistrzostwa Gibraltaru w piłce nożnej rozgrywane są od 1895 roku. W sezonie 1895/1896 został zorganizował pierwszy turniej piłki nożnej na Gibraltarze, zwany Merchants Cup (Puchar kupców). W październiku 1907 powstała First Division. Rozgrywki były przeprowadzane każdego roku, z wyjątkiem sezonu 1906/1907, 1915/1916, 4 sezonów podczas II wojny światowej i 1977/1978. Niejednokrotnie zmieniał się format rozgrywek. W sezonie 2012/13 liga zmieniła nazwę na Premier Division. Początkowo grało w niej osiem drużyn. Od sezonu 2015/16 liczba drużyn została powiększona do 10. W sezonie 2019/20 liga zmieniła nazwę na Gibraltar National League, a liczba drużyn powiększono do 16 drużyn, jednak na początku rozgrywek 4 drużyny zrezygnowało lub zostało wyłączonych z ligi. W lipcu 2022 liga przyjęła nazwę Gibraltar Football League.

## System rozgrywek
Obecny format ligi zakładający podział rozgrywek na 3 koła obowiązuje od sezonu 2014/15.
Rozgrywki składają się z 27 kolejek spotkań rozgrywanych pomiędzy drużynami systemem kołowym. Każda para drużyn rozgrywa ze sobą dwa mecze – jeden w roli gospodarza, drugi jako goście. Po zakończeniu dwóch pierwszych rund utworzono kalendarz meczów trzeciej rundy, w którym część meczów drużyna gra u siebie, a część na wyjeździe. Od sezonu 2015/16 w lidze występuje 10 zespołów. W przeszłości liczba ta wynosiła od 6 do 8. Drużyna zwycięska za wygrany mecz otrzymuje 3 punkty, 1 za remis oraz 0 za porażkę.
Zajęcie pierwszego miejsca po ostatniej kolejce spotkań oznacza zdobycie tytułu Mistrzów Gibraltaru w piłce nożnej. Mistrz Gibraltaru kwalifikuje się do eliminacji Ligi Mistrzów UEFA. Druga drużyna zdobywa możliwość gry w Lidze Europy UEFA. Również zwycięzca Pucharu Gibraltaru startuje w eliminacjach do Ligi Europy lub, w przypadku, w którym zdobywca krajowego pucharu zajmie pierwsze miejsce w lidze – możliwość gry w eliminacjach do Ligi Europy otrzymuje również trzecia drużyna klasyfikacji końcowej. Zajęcie ostatniego miejsca wiąże się ze spadkiem drużyny do Second Division. Przedostatnia drużyna w tablicy walczy w barażach play-off z drugą drużyną Second Division o utrzymanie w najwyższej lidze.
W przypadku zdobycia tej samej liczby punktów, klasyfikacja końcowa ustalana jest w oparciu o wynik dwumeczu pomiędzy drużynami, w następnej kolejności w przypadku remisu – różnicą bramek w pojedynku bezpośrednim, następnie ogólnym bilansem bramkowym osiągniętym w sezonie, większą liczbą bramek zdobytych oraz w ostateczności losowaniem.

## Skład ligi w sezonie 2025/26
| Uczestnicy poprzedniej edycji | Uczestnicy poprzedniej edycji | Uczestnicy poprzedniej edycji | Uczestnicy poprzedniej edycji |
| --- | ----------------------------- | ----------------------------- | ----------------------------- |
| LIN | Lincoln Red Imps              | Gibraltar                     | 1                             |
| STJ | St Joseph’s                   | Gibraltar                     | 2                             |
| EFC | Europa FC                     | Gibraltar                     | 3                             |
| MAN | Manchester 62                 | Gibraltar                     | 4                             |
| FCB | FCB Magpies                   | Gibraltar                     | 5                             |
| LIO | Lions Gibraltar               | Gibraltar                     | 6                             |
| GLA | Glacis United                 | Gibraltar                     | 7                             |
| COL | College 1975                  | Gibraltar                     | 8                             |
| LYN | Lynx                          | Gibraltar                     | 9                             |
| MCA | Mons Calpe                    | Gibraltar                     | 10                            |
| EPO | Europa Point                  | Gibraltar                     | 11                            |
| Awans z Gibraltar Intermediate League 2024/25 |                               |                               |                               |
| HOU | Hound Dogs                    | Gibraltar                     | 9                             |
| Oznaczenia: - kolumna pierwsza – skróty nazw drużyn, - kolumna trzecia – siedziba klubu, - kolumna czwarta – miejsce zajęte w poprzednim sezonie. |                               |                               |                               |

## Statystyka

### Tabela medalowa
Mistrzostwo Gibraltaru zostało do tej pory zdobyte przez 18 różnych drużyn. 2 z nich zostało mistrzami od wprowadzenia obecnych zasad rozgrywek od sezonu 2012/13.
Stan na koniec sezonu 2023/24. 
| Lp. | Klub                       | Miejsca na podium | Miejsca na podium | Miejsca na podium | Zwycięskie sezony                                                                                                |   |   | |
| --- | -------------------------- | ----------------- | ----------------- | ----------------- | --- | - | - | --- |
| Lp. | Klub                       | 1.                | Lincoln F.C.      | 28                | Zwycięskie sezony                                                                                                | ? | ? | 1985, 1986, 1990, 1991, 1992, 1993, 1994, 2001, 2003, 2004, 2005, 2006, 2007, 2008, 2009, 2010, 2011, 2012, 2013, 2014, 2015, 2016, 2018, 2019, 2021, 2022, 2023, 2024 |
| 2.  | Prince of Wales F.C.       | 19                | ?                 | ?                 | 1901, 1903, 1904, 1906, 1909, 1914, 1917, 1919, 1921, 1922, 1923, 1925, 1926, 1927, 1928, 1931, 1939, 1940, 1953 |   |   | |
| 3.  | Glacis United F.C.         | 17                | ?                 | ?                 | 1966, 1967, 1968, 1969, 1970, 1971, 1972, 1973, 1974, 1976, 1981, 1982, 1983, 1985, 1989, 1997, 2000             |   |   | |
| 4.  | Britannia F.C.             | 14                | ?                 | ?                 | 1908, 1912, 1913, 1918, 1920, 1937, 1941, 1955, 1956, 1957, 1958, 1959, 1961, 1963                               |   |   | |
| 5.  | Gibraltar United F.C.      | 11                | ?                 | ?                 | 1947, 1948, 1949, 1950, 1951, 1954, 1960, 1962, 1964, 1965, 2002                                                 |   |   | |
| 6.  | Manchester United F.C.     | 7                 | ?                 | ?                 | 1975, 1977, 1979, 1980, 1984, 1995, 1999                                                                         |   |   | |
| 7.  | Europa FC                  | 7                 | ?                 | ?                 | 1929, 1930, 1932, 1933, 1938, 1952, 2017                                                                         |   |   | |
| 8.  | St Theresas F.C.           | 3                 | ?                 | ?                 | 1987, 1988, 1998                                                                                                 |   |   | |
| 9.  | Gibraltar F.C.             | 2                 | ?                 | ?                 | 1896, 1924 |   |   | |
| 10. | Jubilee F.C.               | 2                 | ?                 | ?                 | 1897, 1898 |   |   | |
| 11. | Exiles F.C.                | 2                 | ?                 | ?                 | 1900, 1902 |   |   | |
| 12. | South United F.C.          | 2                 | ?                 | ?                 | 1910, 1911 |   |   | |
| 13. | Chief Construction F.C.    | 2                 | ?                 | ?                 | 1935, 1936 |   |   | |
| 14. | Albion F.C.                | 1                 | ?                 | ?                 | 1899 |   |   | |
| 15. | Athletic F.C.              | 1                 | ?                 | ?                 | 1905 |   |   | |
| 16. | Royal Sovereign F.C.       | 1                 | ?                 | ?                 | 1915 |   |   | |
| 17. | Commander of the Yard F.C. | 1                 | ?                 | ?                 | 1934 |   |   | |
| 18. | St Joseph’s F.C.           | 1                 | ?                 | ?                 | 1996 |   |   | |